# خط طول 141° شرق

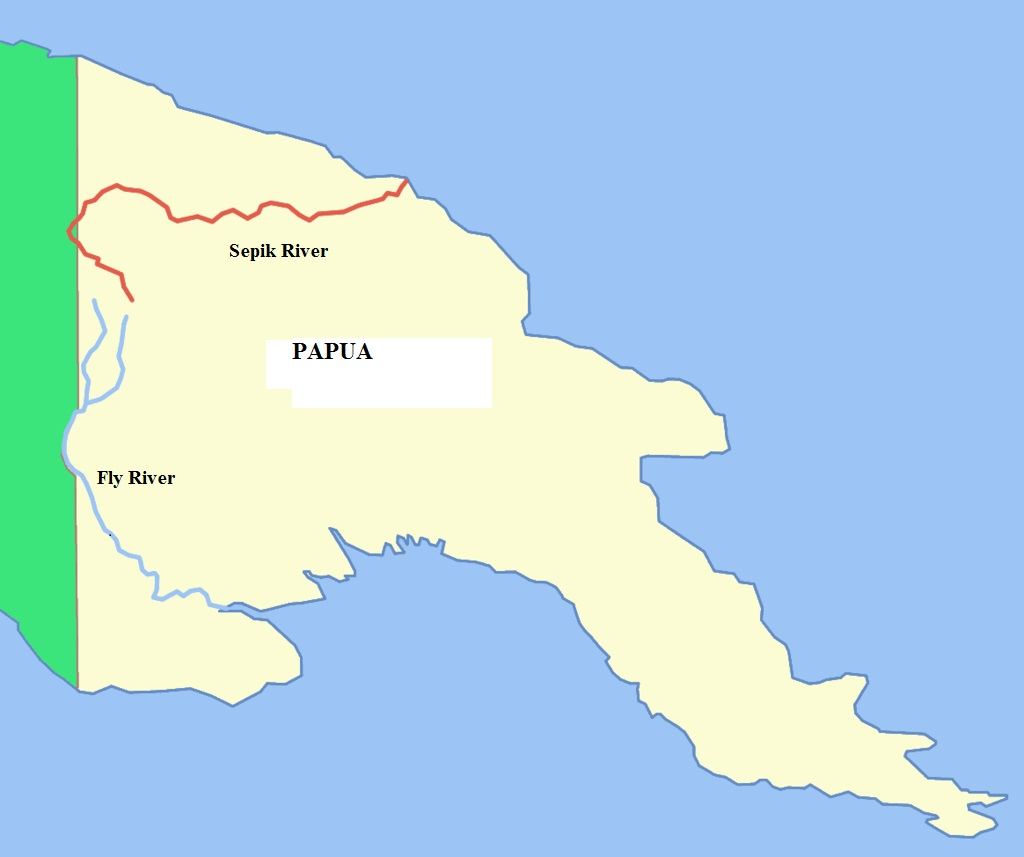
يقسم خط الطول 141 جزيرة غينيا الجديدة بين إندونيسيا (باللون الأخضر) وبابوا غينيا الجديدة فوق المعبر الشمالي لنهر فلاي مع خط الطول المذكور.

خط طول 141° شرق هو أحد خطوط الطول الجغرافية، والتي تمتد من القطب الشمالي الجغرافي إلى القطب الجنوبي الجغرافي، وحسب التحويل الزمني يتقدم خط طول 141° شرق عن خط غرينتش بـ9 ساعات و24 دقيقة.

## من القطب إلى القطب
ينطلق خط طول 141° شرق من القطب الشمالي نحو القطب الجنوبي مرورا بالمناطق التي ترد في الجدول التالي:
| الإحداثيات                           | البلد أو الإقليم أو البحر              | ملاحظات |
| ------------------------------------ | -------------------------------------- | --- |
| 90°0′N 141°0′E / 90.000°N 141.000°E  | المحيط المتجمد الشمالي                 | |
| 76°1′N 141°0′E / 76.017°N 141.000°E  | روسيا                                  | ياقوتيا — جزيرة كوتيلني، جزر سيبيريا الجديدة |
| 74°54′N 141°0′E / 74.900°N 141.000°E | بحر سيبيريا الشرقي                     | Sannikov Strait |
| 74°15′N 141°0′E / 74.250°N 141.000°E | روسيا                                  | ياقوتيا — Little Lyakhovsky Island، جزر سيبيريا الجديدة |
| 73°59′N 141°0′E / 73.983°N 141.000°E | بحر سيبيريا الشرقي                     | Sannikov Strait |
| 73°47′N 141°0′E / 73.783°N 141.000°E | روسيا                                  | ياقوتيا — Great Lyakhovsky Island، جزر سيبيريا الجديدة |
| 73°23′N 141°0′E / 73.383°N 141.000°E | بحر سيبيريا الشرقي                     | Laptev Strait |
| 72°52′N 141°0′E / 72.867°N 141.000°E | روسيا                                  | ياقوتيا خاباروفسك كراي — من 62°29′N 141°0′E / 62.483°N 141.000°E |
| 72°42′N 141°0′E / 72.700°N 141.000°E | بحر لابتيف                             | |
| 72°33′N 141°0′E / 72.550°N 141.000°E | روسيا                                  | خاباروفسك كراي |
| 58°25′N 141°0′E / 58.417°N 141.000°E | بحر أوخوتسك                            | |
| 53°24′N 141°0′E / 53.400°N 141.000°E | روسيا                                  | خاباروفسك كراي |
| 51°40′N 141°0′E / 51.667°N 141.000°E | مضيق تارتاري                           | مرورا بغرب Moneron Island، ساخالين أوبلاست, روسيا (في 46°13′N 141°11′E / 46.217°N 141.183°E) |
| 45°26′N 141°0′E / 45.433°N 141.000°E | اليابان                                | هوكايدو — ريبون (جزيرة) |
| 45°21′N 141°0′E / 45.350°N 141.000°E | بحر اليابان                            | |
| 43°14′N 141°0′E / 43.233°N 141.000°E | اليابان                                | هوكايدو — جزيرة هوكايدو |
| 42°18′N 141°0′E / 42.300°N 141.000°E | المحيط الهادئ                          | Uchiura Bay |
| 41°54′N 141°0′E / 41.900°N 141.000°E | اليابان                                | هوكايدو — Oshima Peninsula, جزيرة هوكايدو |
| 41°43′N 141°0′E / 41.717°N 141.000°E | مضيق تسوجارو                           | |
| 41°29′N 141°0′E / 41.483°N 141.000°E | اليابان                                | محافظة آوموري — Shimokita Peninsula, جزيرة هونشو |
| 41°11′N 141°0′E / 41.183°N 141.000°E | خليج موتسو                             | |
| 40°56′N 141°0′E / 40.933°N 141.000°E | اليابان                                | جزيرة هونشو — محافظة آوموري — إيواته (محافظة) — من 40°13′N 141°0′E / 40.217°N 141.000°E — مياغي (محافظة) — من 38°52′N 141°0′E / 38.867°N 141.000°E |
| 38°14′N 141°0′E / 38.233°N 141.000°E | المحيط الهادئ                          | Sendai Bay |
| 37°46′N 141°0′E / 37.767°N 141.000°E | اليابان                                | فوكوشيما (محافظة), جزيرة هونشو |
| 37°6′N 141°0′E / 37.100°N 141.000°E  | المحيط الهادئ                          | مرورا بشرق the جزيرة جزيرة نيشينو، طوكيو, اليابان (في 27°15′N 140°54′E / 27.250°N 140.900°E) |
| 2°36′S 141°0′E / 2.600°S 141.000°E   | إندونيسيا / بابوا غينيا الجديدة border | |
| 6°19′S 141°0′E / 6.317°S 141.000°E   | بابوا غينيا الجديدة                    | The border diverts west to follow the Fly River |
| 6°53′S 141°0′E / 6.883°S 141.000°E   | إندونيسيا                              | The border with بابوا غينيا الجديدة runs parallel to the meridian, about 2 km to the east |
| 9°7′S 141°0′E / 9.117°S 141.000°E    | بحر آرافورا                            | |
| 11°2′S 141°0′E / 11.033°S 141.000°E  | خليج كاربنتاريا                        | |
| 16°57′S 141°0′E / 16.950°S 141.000°E | أستراليا                               | كوينزلاند جنوب أستراليا / كوينزلاند border — من 26°0′S 141°0′E / 26.000°S 141.000°E جنوب أستراليا / نيوساوث ويلز border — من 29°0′S 141°0′E / 29.000°S 141.000°E فيكتوريا (أستراليا) — من 34°1′S 141°0′E / 34.017°S 141.000°E, the border with جنوب أستراليا runs parallel to the meridian, about 3 km to the west (see above) |
| 38°4′S 141°0′E / 38.067°S 141.000°E  | المحيط الهندي                          | Australian authorities consider this to be part of the المحيط الجنوبي[1][2] |
| 60°0′S 141°0′E / 60.000°S 141.000°E  | المحيط الجنوبي                         | |
| 66°46′S 141°0′E / 66.767°S 141.000°E | القارة القطبية الجنوبية                | أرض أديلي، المطالب الإقليمية بالقارة القطبية الجنوبية by فرنسا |